# Mount Zion (Wisconsin)
Mount Zion, Wisconsin is een klein dorpje in het westen van de genoemde staat in de Verenigde Staten van Amerika. Er zijn in meerdere staten in de VS plaatsen die Mount Zion heten. Mount Zion is een naam uit de Bijbel.
Het is vooral bekend doordat Alvin Straight op een grasmaaier van Laurens, Iowa, met een snelheid van maximaal 8 kilometer per uur, naar dit dorpje reed, om bij zijn broer op bezoek te gaan. (Dit verhaal is verfilmd in de film "The Straight Story".)